# Braunsia fenestrata
Braunsia fenestrata är en stekelart som beskrevs av Joseph Kriechbaumer 1894. Braunsia fenestrata ingår i släktet Braunsia och familjen bracksteklar. Inga underarter finns listade.